# Der Rattenfänger von Hameln
Der Rattenfänger von Hameln (Råttfångaren i Hameln) är en grand opéra (Große Oper) i fem akter med musik av Viktor Nessler. Det tyska librettot skrevs av Friedrich Hofmann och byggde på Julius Wolffs romantiska dikt om Råttfångaren i Hameln.

## Historia
Operan hade premiär på Neues Stadttheater i Leipzig den 19 mars 1879 dirigerad av Arthur Nikisch. Den första uppsättningen i USA ägde rum på Thalia Theatre i New York den 28 april 1886.
I Wien skedde premiären 1897, då kritikern Eduard Hanslick närvarade. Han ansåg operan vara för lång och gammaldags.

## Roller
| Roller                                                          | Röstläge  |
| --------------------------------------------------------------- | --------- |
| Hunold Singuf, råttfångare                                      | baryton   |
| Bertholdus de Sunneborne, polisen                               | bas       |
| Heribert de Sunneborne, son till Bertholdus, förälskad i Regina | tenor     |
| Ethelerus, en tjänsteman, också förälskad i Regina              | tenor     |
| Gertrud, en fiskarflicka                                        | sopran    |
| Wulf, en smed, förälskad i Gertrude                             | baryton   |
| Isfried Rhynperg, präst                                         | bas       |
| Wichard Gruwelhot, borgmästare                                  | bas       |
| Regina, borgmästarens dotter                                    | sopran    |
| Dorothea, Reginas kusin                                         | kontraalt |

## Handling
1200-talssagan handlar om Hunold Singuf, som rensar staden Hameln på råttor. Hunold får inget betalt av stadsborna och straffar folket genom att lura iväg alla barnen och försvinner in i ett berg.